# Dastakert
Dastakert là một đô thị thuộc tỉnh Syunik, Armenia. Dân số ước tính năm 2011 là 303 người.